# Нови Вехти Пазар
Нови Вехти Пазар (на гръцки: Αξός, Аксос, до 1956 година Νέο Παλαιό, Неон Палео или катаревуса Νέον Παλαιόν, Неон Палеон) е село в Егейска Македония, дем Пела на административна област Централна Македония.

## География
Селото е разположено на 40 m надморска височина в Солунското поле на 5 km западно от град Енидже Вардар (Яница).

## История
Селото е основано от понтийски гърци, бежанци от Турция в 1924 година като Нео Палео, тоест Ново Старо село - гръцкото име на Вехти Пазар. В 1928 година заедно с Вехти Пазар има 894 жители.
Тъй като селото е равнинно и землището му се напоява добре, то е много плодородно. Отглеждат се овошки и жито, като е развито и краварството.
| Име      | Име       | Ново име  | Ново име  | Описание                                              |
| -------- | --------- | --------- | --------- | ----------------------------------------------------- |
| Папреш   | Πάπρες    | Фтери     | Φτέρη     | местност на ЮЗ от Нови Вехти Пазар и на СЗ от Балъджа |
| Караково | Καράκοβας | Маврохома | Μαυρόχωμα | местност на Ю от Нови Вехти Пазар                     |
| Ескидже  | Έσκιτζέ   | Палио     | Παληό     | възвишение на СИ от Нови Вехти Пазар (95 m)           |
| Сек дере | Σέκ Ντερέ | Ксерорема | Ξερόρεμα  | река на И от Нови Вехти Пазар (95 m)                  |

| Година    | 1913 | 1920 | 1928 | 1940 | 1951 | 1961 | 1971 | 1981 | 1991 | 2001 | 2011 | 2021 |
| --------- | ---- | ---- | ---- | ---- | ---- | ---- | ---- | ---- | ---- | ---- | ---- | ---- |
| Население |      |      | 894  | 1117 | 1372 | 1459 | 962  | 1111 | 1976 | 1442 | 1197 | 1022 |

## Личности
Свързани с Нови Вехти Пазар
- Кириакос Велопулос, гръцки политик, президент "Гръцко Решение", по произход от Нови Вехти Пазар